# Pak Doo-ik
Pak Doo-ik (* 17. März 1942 in Pjöngjang; als weiteres Geburtsdatum wird auch der 17. Dezember 1943 genannt) ist ein ehemaliger nordkoreanischer Fußballspieler. Er erlangte internationale Berühmtheit, als er bei der Fußball-Weltmeisterschaft 1966 für Nordkorea zum 1:0 gegen Italien traf und damit für eine der größten Sensationen der WM-Geschichte sorgte.

## Leben
Über sein Leben außerhalb des Spielfeldes ist wenig bekannt. Er wurde 1942 in Pjöngjang geboren. Nach seinem Schulabschluss erlernte er den Beruf des Zahnarztes. Er spielte auch Fußball (beim SC Pjöngjang) und wurde von Nationaltrainer Myung Rye-hyun entdeckt.
Die Spieler, die im Kader für die Weltmeisterschaft (WM) 1966 standen, mussten in die Armee eintreten. So wurde Pak Doo-ik Militärarzt. Die Mannschaft trainierte vor der WM ein Jahr lang abgeschieden in einem Lager der Armee. Dass Nordkorea bei der WM überhaupt antrat, glich einem Wunder und war nur nach zähen Verhandlungen möglich. So weigerten sich die Engländer, da sie mit dem Land keine diplomatischen Beziehungen führten, die Hymne Nordkoreas zu spielen. Man einigte sich darauf, vor jedem Spiel nur einen Marsch zu spielen. Der krasse Außenseiter verlor die erste Vorrundenpartie 0:3 gegen die UdSSR und spielte remis gegen Chile (1:1). Vor dem letzten Gruppenspiel gegen die Profis aus Italien schien Nordkoreas vorzeitige Heimreise bereits unausweichlich. Pak Doo-ik, der bei dieser WM in jedem Spiel für sein Team auflief, gelang jedoch das einzige Tor dieser Begegnung – abreisen musste der hohe Favorit Italien. Später berichtete er, er habe zunächst unabsichtlich in den Boden getreten und deshalb sei sein getäuschter Gegenspieler ausgerutscht. Pak schoss von der Strafraumgrenze aus ein. Das Spiel im Viertelfinale verlor Nordkorea dann nach 3:0-Führung allerdings mit 3:5 gegen Portugal.
Bei der Heimkehr wurden die Helden der Mannschaft geehrt und mit Orden überhäuft. Einige traten aus der Armee wieder aus, andere verblieben in ihr. Über die Geschehnisse danach gibt es verschiedene Gerüchte. Jahrelang hielt sich in Südkorea das Gerücht, dass Pak Doo-ik und die anderen Spieler in ein Arbeitslager gesteckt worden seien, wegen übermäßigen Alkoholkonsums und Frauengeschichten. Diese Gerüchte werden allerdings von den Spielern dementiert.
In der Fernsehdokumentation Das Spiel ihres Lebens war er eine der Hauptfiguren. Er besuchte 2002 mit sieben weiteren Mannschaftskameraden von 1966 erneut England.
Insgesamt bestritt er 82 Länderspiele.
Während der Pjöngjang-Station des Fackellaufs der Olympischen Spiele 2008 war er der erste, der die olympische Fackel durch die Straßen tragen durfte.
Pak Doo-ik lebt heute nach wie vor in Pjöngjang, ist nach wie vor Arzt, verheiratet, und hat einen Sohn.